# Casale Marittimo
Casale Marittimo /kazaːle marittimo/ v místním dialektu 'Asale Marittimo /azaːle marittimo/ je jedno z menších měst nacházející se na kopci, s 1 006 obyvateli, zajímavostí je, že na hranicích mezi provincií Pisa a provincií Livorno leží vilová čtvrť, která patří ke Casale Marittimo, ale nachází se již za hranicemi Provincie Pisa